# حنين (حبيش)

تعديل مصدري - تعديل

حنين محلة تابعة لقرية المحجر، التابعة لعزلة الوطئة بمديرية حبيش إحدى مديريات محافظة إب في الجمهورية اليمنية، بلغ تعداد سكانها 35 حسب تعداد اليمن لعام 2004.